# Reasonable Doubts
Reasonable Doubts is een Amerikaanse politieserie. Hiervan werden 44 afleveringen gemaakt die oorspronkelijk van 26 september 1991 tot en met 27 april 1993 werden uitgezonden op NBC.
Reasonable Doubts werd in zowel 1992 als 1993 genomineerd voor de Golden Globe voor beste hoofdrolspeelster in een dramaserie (Marlee Matlin) en eveneens in zowel 1992 als 1993 voor die voor beste hoofdrolspeler in een dramaserie (Mark Harmon). Actrice Kay Lenz werd dan weer in zowel 1992 als 1993 genomineerd voor de Primetime Emmy Award voor beste bijrolspeelster in een dramaserie en Richard M. Rawlings Jr. in 1993 voor die voor beste cinematografie (voor de aflevering 'Life Lines').

## Uitgangspunt
Rechercheur Dicky Cobb wordt overgeplaatst naar een functie als detective om zaken uit te zoeken voor Tess Kaufman, de assistent van Officier van Justitie Arthur Gold. Cobb is een van de weinige agenten in het korps die gebarentaal kent, wat hem geschikt maakt om samen te werken met de dove Kaufman. De twee hebben daarentegen botsende werkinstellingen, want waar Cobb voornamelijk zoveel mogelijk criminelen achter de tralies wil krijgen, maakt Kaufman zich ook sterk voor de rechten van de verdachten.

## Rolverdeling
*Alleen acteurs die verschenen in meer dan tien afleveringen zijn vermeld
- Mark Harmon - Dicky Cobb
- Marlee Matlin - Tess Kaufman
- William Converse-Roberts - Arthur Gold
- Tim Grimm - Bruce Kaufman
- Bill Pugin - Ben Douglass
- Kay Lenz - Maggie Zombro
- Nancy Everhard - Kay Lockman
- Leslie Jordan - Clifford Sizemore
- John Mese - Sean Kelly
- Michael Holden - Rechter Melvin Orrick
- Jim Beaver - Earl Gaddis
- Abraham Alvarez - Rechter Triandos
- Marnie Andrews - Rechter Andrea Claussen